# Gadirtha plagosa
Gadirtha plagosa är en fjärilsart som beskrevs av Rothschild 1917. Gadirtha plagosa ingår i släktet Gadirtha och familjen trågspinnare. Inga underarter finns listade i Catalogue of Life.